# Biserujka
Biserujka är en grotta i Kroatien. Den ligger i den centrala delen av landet, 130 km sydväst om huvudstaden Zagreb. Biserujka ligger 65 meter över havet. Den ligger på ön Krk.
Terrängen runt Biserujka är varierad. Havet är nära Biserujka åt sydost.  Närmaste större samhälle är Crikvenica, 6,6 km öster om Biserujka. 